# قانون گزارش منصفانه اعتبار
قانون گزارش منصفانه اعتبار (انگلیسی: Fair Credit Reporting Act)با کد ۱۵ و ۱۶۸۱ در نظام کدگذاری قوانین ایالات متحده آمریکا، قانونی است که برای ارتقای حریم خصوصی، انصاف و صحت اطلاعات مصرف‌کننده موجود در سوابق آژانس‌های رتبه‌بندی اعتباری، تصویب شد. هدف از تصویب این قانون حمایت از مصرف‌کنندگان در مقابل ادغام عمدی یا اشتباهی داده‌های غلط در گزارش اعتباری بود. برای نیل به این هدف این قانون گردآوری، توزیع و استفاده از اطلاعات مصرف‌کننده شامل اطلاعات اعتبار امور مالی را مقررات گذاری می‌کند. این قانون به همراه قانون گردارهای منصفانه گردآوری دیون مبانی حمایت از حقوق مشتری در قوانین ایالات متحده آمریکا را به وجود می‌آورند. این قانون ابتدا در سال ۱۹۷۰ مصوب شد و توسط کمیسیون تجارت فدرال، اداره حفاظت مالی از مصرف‌کننده و طرفین خصوصی دعاوی اعمال می‌شود.